# Valenciennellus
Valenciennellus es un género de peces que pertenece a la familia Sternoptychidae, del orden Stomiiformes. Este género marino fue descrito científicamente en 1896 por D. S. Jordan y Evermann.

## Especies
Especies reconocidas del género:
- Valenciennellus carlsbergi Bruun, 1931
- Valenciennellus tripunctulatus (Esmark (sv), 1871)